# Rivière Curot
Der Rivière Curot ist ein etwa 62 km langer Zufluss der Ungava Bay in der kanadischen Provinz Québec.

## Flusslauf
Der Rivière Curot bildet den Abfluss eines namenlosen Sees, 5,5 km ostnordöstlich des Lac De Freneuse im Norden der Labrador-Halbinsel auf einer Höhe von 180 m. Er durchfließt die Tundralandschaft des Kanadischen Schildes in überwiegend nördlicher Richtung. Am Flusslauf liegen die Seen Lac Ballantyne und Lac Akiasiurviup. Der Rivière Curot mündet schließlich in die Baie Akiasiurviup, eine Seitenbucht der Leaf Bay, am Übergang des Ästuars des Rivière aux Feuilles zur Ungava Bay. Das 534 km² große Einzugsgebiet des Rivière Curot grenzt im Osten und im Süden an das des Rivière Dancelou sowie im Westen an das des Rivière Conefroy.

## Namensgebung
Der Flussname ehrt Pater Jean-François (oder Jacques-François) Curot (1724–1786), ein Seelsorger in Cap-Saint-Ignace, von 1747 bis 1764, anschließend in Saint-Pierre-de-la-Rivière-du-Sud, von 1764 bis 1783. In Inuktitut heißt der Fluss Akiasiurviup Kuunga.